# Afanasiínos
Afanasiínos (Aphanasiini) é uma tribo de coleópteros da subfamília Cerambycinae.

## Sistemática
- Ordem Coleoptera
  - Subordem Polyphaga
    - Infraordem Cucujiformia
      - Superfamília Chrysomeloidea
        - família Cerambycidae
          - Subfamília Cerambycinae
            - Tribo Aphanasiini
              - Gênero Aphanasium
              - Gênero Aphanosperma
              - Gênero Aristogitus
              - Gênero Citriphaga
              - Gênero Myrsinus